# The Painted Veil (pel·lícula de 1934)
The Painted Veil és una pel·lícula dramàtica estatunidenca del 1934 dirigit per Richard Boleslawski i protagonitzat per Greta Garbo. La pel·lícula va ser produïda per Hunt Stromberg per a Metro-Goldwyn-Mayer. Basada en la novel·la de 1925 The Painted Veil de W. Somerset Maugham, amb un guió de John Meehan, Salka Viertel i Edith Fitzgerald, la pel·lícula tracta d'una dona que acompanya el seu nou marit a la Xina mentre ell dirigeix la recerca mèdics. Sentint-se descuidada pel seu marit, la dona aviat s'enamora d'un atractiu agregat diplomàtic. La banda sonora de la pel·lícula va ser d'Herbert Stothart, la fotografia de William H. Daniels, la direcció d'art de Cedric Gibbons i el disseny de vestuari d'Adrian. La pel·lícula va guanyar 1.658.000 dòlars a taquilla.

## Argument
En Àustria, Katrin Koerber, filla d'un professor de medicina, somia amb deixar el seu país per a viure una vida emocionant. Quan el bacteriòleg britànic Walter Fane li proposa matrimoni i li demana que l'acompanyi en la seva missió a Hong Kong, Katrin accepta sense dubtar-ho encara que no estigui enamorada d'ell. A Hong Kong, mentre que Walter està immers en el seu treball, Katrin té una aventura amb un home casat, Jack Townsend, adscrit a l'ambaixada britànica. Els dos amants descobreixen junts els encants de la civilització xinesa, sent aquest el detonant perquè Katrin retregui a Walter la seva vida monòtona i casolana. Per satisfer-la, Walter intenta escurçar la seva jornada de treball i, en tornar abans de l'habitual, se sorprèn en trobar la porta de l'habitació tancada amb clau i el barret de Jack Townsend sobre la taula. Walter confronta a Katrin, qui confessa estar enamorada de Jack. Decebut, Walter accepta donar-li el divorci a Katrin si Jack deixa a la seva dona per a casar-se amb ella. Quan Katrin li diu a Jack aquestes condicions, aquest es nega, perquè el divorci arruïnaria la seva carrera i la seva reputació. A Katrin no li queda més que, desil·lusionada, seguir a Walter en la seva nova missió a les profunditats d'una regió central on es deslliga una epidèmia de còlera. Mentre Walter lluita incansablement per detenir l'epidèmia, Katrin, aïllada, comença a deprimir-se. Walter li ofereix, llavors, l'oportunitat de tornar a Hong Kong per riu des del poble identificat com l'arrel de l'epidèmia. Després Walter, qui per mesura sanitària va ordenar que cremessin el llogaret, se sorprèn en veure a Katrin involucrar-se en la missió en rescatar joves orfes víctimes de l'epidèmia. No obstant això, enmig del pànic, Walter és agredit i Katrin es queda per cuidar-lo. Durant aquest temps, Jack s'adona que estima profundament a Katrin i deixa Hong Kong per a reunir-se amb ella. Quan la troba, ella li confessa que ara està profundament enamorada de Walter després d'adonar-se de la dimensió del seu compromís mèdic i dels seus sacrificis i, mentre ella li declara el seu amor al seu espòs, Jack torna al seu treball a Hong Kong.

## Repartiment
- Greta Garbo - Katrin Koerber Fane
- Herbert Marshall - Dr. Walter Fane
- George Brent - Jack Townsend
- Warner Oland - General Yu
- Jean Hersholt - Herr Koerber
- Bodil Rosing - Frau Koerber
- Katherine Alexander - Mrs. Townsend
- Cecilia Parker - Olga Koerber
- Soo Yong - Amah
- Forrester Harvey - Waddington

Aquesta pel·lícula marca el debut com a actor sense acreditar de Keye Luke, que més tard trobaria fama com a Lee Chan a la sèrie de pel·lícules Charlie Chan, Kato a la sèrie de pel·lícules The Green Hornet i Mr. Wing a la sèrie de pel·lícules Gremlins.
Vint Meglin Kiddies van aparèixer a la pel·lícula.

## Recepció
La pel·lícula va recaptar un total (nacional i estranger) de 1.658.000 dòlars: 538.000 dòlars dels EUA i el Canadà i 1.120.000 dòlars d'altres llocs. Va obtenir un benefici de 138.000 dòlars.
El crític de The New York Times Andre Sennwald es va mostrar entusiasmat amb l'actuació de Garbo tot i reconèixer les debilitats de la història: "Ella continua sent la millor actriu de cinema del món en aquest... drama... Traçant la seva ascendència a la novel·la de Somerset Maugham, a la qual només s'assembla en les qualitats superficials casuals... (Això) permet que la senyoreta Garbo triomfi una vegada més sobre els emotius segells de goma que els estudis li organitzen... És la mescla més miraculosa de personalitat i el gran talent dramàtic que la pantalla ha conegut mai i la seva presència a "The Painted Veil" el converteix immediatament en un dels esdeveniments cinematogràfics de la temporada. Mira-la caminant amb passos llargs i nerviosos, les espatlles doblades i el cos incòmode pel dolor, mentre espera que li diguin si el seu marit morirà a causa de la punyalada del coolie. És com si tot això no s'hagués fet mai abans. Observeu el terror velat a la seva cara mentre s'asseu a sopar amb el seu marit, sense saber si ell és conscient de la seva infidelitat; o la seva excel·lent galanteria quan li informa de què va ser el que la va portar als braços del seu amic; o la seva inquietud al porxo de bambú de Mei-Tan-Fu amb el fonògraf diminut, la calor i la seva consciència. Ella envolta tot això amb dignitat, fent-ho preciós i memorable... (A) Encara que el Sr. Maugham va matar el marit al llibre i a l'obra, els guionistes el mantenen viu per a un final en què la parella descobreix que l'amor real ha florit d'un caos increïble...”

## Altres versions
Altres dues pel·lícules s'han basat en novel·la de Maugham. The Seventh Sin (1957) està ambientat completament a Hong Kong després de la Segona Guerra Mundial, i amb una excepció, els noms dels personatges s'han canviat. "Walter" conserva el seu nom de pila. Katrin és "Carol". El vel pintat conserva l'ambientació dels anys 20 i mostra com es van conèixer Katrin i Walter.
La pel·lícula de 1934 acaba amb Katrin al costat del llit de Walter, proclamant amb alegria que l'estima. La seva ferida no posa en perill la vida, a la novel·la i a les dues pel·lícules posteriors, Walter mor de còlera i Katrin/Carol està embarassada. No sap del cert si el nen és de Walter o del seu amant.